# Ujae
Ujae – zamieszkany atol na Wyspach Marshalla na Oceanie Spokojnym. Należy do łańcucha wysp Ralik Chain. Według danych za rok 2011 atol zamieszkiwało łącznie 364 osoby (spadek w stosunku do 1999 roku, kiedy to liczba ta wynosiła 440), na wyspach znajdowały się 52 domy. Zlokalizowany jest tu także port lotniczy (kod IATA: UJE).
Atol został odkryty przez Ruy'a Lópeza de Villalobosa w 1543.

## Geografia i przyroda
Ujae należy do łańcucha wysp Ralik Chain, leży 47 km na zachód od atolu Lea i 122 km na zachód od Kwajalein. Składa się z 14 wysp (według innego źródła wysp jest 15) m.in. Ujae i Enylamiej o łącznej powierzchni 1,86 km². Łączna powierzchnia laguny wynosi 185,94 km². Długość atolu wynosi 47 km, jego kształt przypomina grot włóczni skierowany w kierunku południowo-wschodnim. W przeszłości atol określano nazwami: Catherine Islands, Katherine Islands, Lydia, Margaret, Serpent, Udjae i Ujamilai.
W 1967 r. stwierdzono występowanie na Ujae 14 gatunków ptaków, w tym 4 lęgowych (Sterna fuscata, Thalasseus bergii, Anous stolidus i Anous tenuirostris) i 9 potencjalnie lęgowych. Na atolu spotkać można następujące gatunki roślin: Caesalpinia bonduc, Cenchrus echinatus, Centella asiatica, Citrus aurantiifolia, Eleusine indica, Eragrostis amabilis, Euphorbia prostrata, Gomphrena globosa, Ipomoea violacea, Nerium oleander, Phyllanthus amarus, Physalis angulata, Portulaca oleracea i Pseuderanthemum carruthersii.